# Amadeo Puig Hernández
Amadeo Puig Hernández   (Barcelona, 7 de juny de 1895 - Barcelona, 18 de juliol de 1967) fou un futbolista català de les dècades de 1910 i 1920.
Va jugar durant tota la seva carrera al RCD Espanyol entre 1912 i 1925. Començà jugant de davanter però aviat es desplaçà fins a la defensa, on formà una gran parella defensiva amb Francesc Armet Pakan primer i Eugeni Montesinos i Josep Maria Canals després. Guanyà dos cops el campionat de Catalunya. També fou internacional amb la selecció de Catalunya.

## Palmarès
- Campionat de Catalunya de futbol:
  - 1914-15, 1917-18